# (2573) Hannu Olavi
(2573) Hannu Olavi ist ein Asteroid des Hauptgürtels, der am 10. März 1953 von dem finnischen Astronomen Heikki A. Alikoski in Turku entdeckt wurde.
Der Asteroid ist nach einem Sohn des Entdeckers benannt.